# Черемхово (Чаїнський район)
Чере́мхово (рос. Черемхово) — присілок у складі Чаїнського району Томської області, Росія. Входить до складу Усть-Бакчарського сільського поселення.

## Населення
Населення — 27 осіб (2010; 58 у 2002).
Національний склад (станом на 2002 рік):
- росіяни — 88 %